# Hôtel du Châtelet
Vous lisez un « bon article » labellisé en 2012.
L'hôtel du Châtelet est un bâtiment néoclassique situé au 127, rue de Grenelle, dans le 7e arrondissement de Paris.
Construit entre 1770 et 1776 pour le duc du Châtelet, il est successivement le siège de l’École nationale des ponts et chaussées, la résidence des intendants de la maison de Napoléon Ier et de Louis XVIII, l'ambassade de l'Empire ottoman, celle de l'empire d'Autriche, le siège de l'archevêché de Paris jusqu'en 1905 avant de devenir, l'année suivante, celui du ministère du Travail qui vient d'être créé. En 2025, il héberge le ministère du Travail et la résidence officielle du ministre.
Il est souvent utilisé par le cinéma pour sa ressemblance à la fois avec le palais de l’Élysée et l’hôtel de Matignon.

## Histoire

### Origines des lieux

#### Quartier de Grenelle

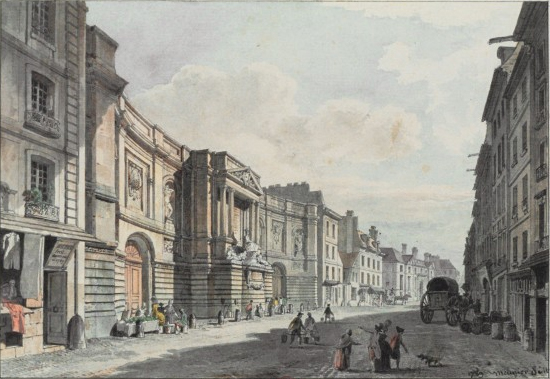
La rue de Grenelle ; dessin de 1789.

L'hôtel du Châtelet est situé rue de Grenelle, dans le 7e arrondissement de Paris. À l'origine, ce terrain peu peuplé, faisant partie d’un domaine correspondant à une partie des actuels 7e et 15e arrondissements, était « une vaste plaine sablonneuse, en partie marécageuse, qui servait surtout de réserve à petits gibiers que l'on entretenait pour la chasse seigneuriale ». Au XVIIe siècle s'élève sur cette plaine le château de Grenelle, ainsi que des fermes environnantes. Les bâtiments appartiennent alors à l'abbaye Sainte-Geneviève, qui les vend en 1751 pour que Louis XV fasse ériger l'École royale militaire, sur les plans de Ange-Jacques Gabriel. Plus loin, à l'endroit de l'actuel faubourg Saint-Germain, sont situées les terres de l'abbaye de Saint-Germain-des-Prés qui y laisse prospérer des « jardins maraîchers, des vignes et de[s] vergers ».
La rue de Grenelle en elle-même reliait Paris à l'ancien village de Grenelle mais, dès le XIVe siècle, la rue existait en tant que chemin, appelé le « chemin Neuf », et était indiquée sur l'arpentage de 1529. Elle était aussi mentionnée avec les noms de « chemin aux Vaches », « chemin de la Justice », « chemin du Gibet » ou « petit chemin du Port ». Au XVe siècle, elle prend de l'importance et les noms de « grand chemin des Vaches » ou « grand chemin de Garnelle », puis au XVIIe siècle « chemin de la Forest » ou « petit chemin de Grenelle ». Enfin, on l'a plus tard désignée sous les noms « rue Garanella », « chemin de Guarnelles » ou « rue de Guernelles ». Au XVIIIe siècle, la rue sera appelée « rue de Grenelle-Saint-Germain ». En 1830, la commune de Grenelle est créée ; en 1860, elle est fusionnée avec la ville de Paris alors que le château qui s'y trouvait est détruit.

#### «Mode» des hôtels particuliers
Après la mort de Louis XIV, en 1715, dont la fin de règne rime avec une certaine austérité, le Régent du royaume, Philippe d'Orléans, délaisse Versailles au profit de Paris, entraînant avec lui la Cour, qui dès lors s'y fait construire comme les membres de la bourgeoisie divers palais et hôtels particuliers. Le quartier du Marais, désormais bondé et insalubre, est délaissé au profit du faubourg Saint-Honoré rive droite et du faubourg Saint-Germain rive gauche, ainsi que les alentours. Entre 1720 et 1750, on passe d'un nombre de vingt hôtels particuliers à plus de 200.
Depuis le XVIIIe siècle, le site exact de l'hôtel du Châtelet fait l'angle du boulevard des Invalides et de la rue de Grenelle. Ce terrain appartient alors à l'ordre monastique des Carmes-Billettes, dont le siège se trouve dans le Marais. Le 18 janvier 1770, le prieur Joachim Mainguy cède solidairement en usufruit par un bail emphytéotique les 1601 toises de terrain marécageux (soit 3 hectares) au comte Louis Marie Florent du Châtelet et à sa femme Diane-Adélaïde de Rochechouart. Le contrat est signé devant Maître Laideguive. Il prévoit que l'ordre religieux assure la construction de l'hôtel (sauf la décoration intérieure et les jardins, à la charge du comte et de son épouse), dont les plans ont été tracés par l'architecte néoclassique Mathurin Cherpitel, élève de Gabriel et grand prix de Rome en 1758 ; le comte avait rencontré Cherpitel à Rome, où il préparait les plans d'une demeure viennoise pour le prince Esterházy. En échange, le comte remet aux religieux 50 000 livres d'avance, puis 100 000 livres étalées en quatre échéances. En outre, une redevance annuelle de 4 500 livres est fixée, jusqu'à la mort du comte, date à laquelle la bâtisse doit revenir à l'ordre monastique.

### Hôtel du Châtelet

#### Construction
Chargé par le comte de superviser les travaux, Mathurin Cherpitel table sur une période de deux ans pour accomplir sa tâche. L'entrepreneur Lécluse prend en charge la création des fondations de l'hôtel ainsi que l'érection des murs. On compte de multiples professions sur le chantier : « charpentier, menuisier, couvreur, plombier, serrurier, carreleur, paveur, sculpteur, vitrier, maître de bois et marbrier », qui sont régulièrement payés alors que Cherpitel se réserve un salaire de 1000 livres, somme modique au vu de ce que demandaient les autres architectes de l'époque.
Le chantier prend en définitive six ans. Trois ans après le début de la construction, le 4 mars 1773, un notaire censé évaluer l'avancée des travaux note le dépassement important des frais prévus à l'origine. Ne pouvant plus supporter financièrement la construction de l'édifice, l'ordre des Carmes-Billettes décide finalement de le quitter, et vend au comte l'hôtel ainsi que le terrain, pour la somme de 200 000 livres.

#### Ancien Régime et Révolution

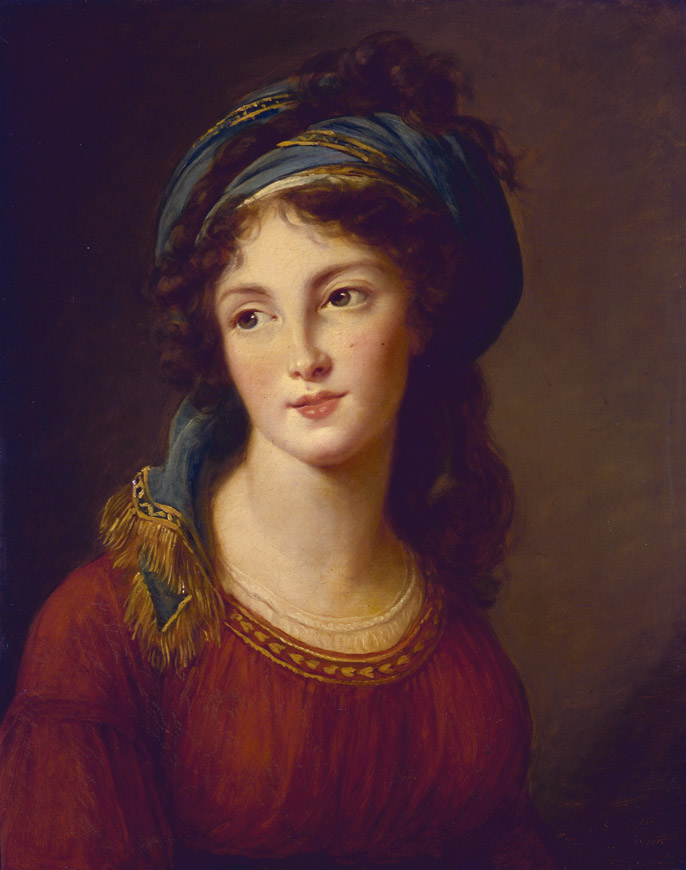
Aglaé de Polignac, par Élisabeth Vigée-Lebrun, 1794. La jeune femme loge un temps à l’hôtel avec son mari.

Le comte est devenu duc, et vit avec son épouse Diane-Adélaïde dans l'hôtel. Ils n'ont pas d'enfants jusqu'en 1773, date à laquelle ils adoptent leur nièce, Diane-Adélaïde de Damas d'Antigny, aussi connue sous son nom mondain, Madame de Simiane. Jusqu'à la veille de la Révolution, des rencontres politiques informelles y sont organisées. Aglaé de Polignac (fille de la protégée de la reine Marie-Antoinette, la duchesse de Polignac) et son époux le duc de Guiche y logent également quelque temps.
Le 12 juillet 1789, le duc est pourchassé par le peuple en colère, mais il est sauvé par ses soldats des Gardes françaises, qu'il commandait. Trois ans plus tard, il est arrêté en Picardie, condamné à la peine de mort le 13 décembre 1793 pour « conspiration contre la République » et guillotiné le lendemain. Son hôtel est inscrit sur la liste des bâtiments civils en 1794. Le 24 août 1800, alors que Bonaparte est Premier consul, un arrêté restitue l’hôtel aux héritiers légaux du duc. Il est ensuite racheté par les Domaines nationaux de l'Intérieur de Paris.

#### De la Révolution à 1906

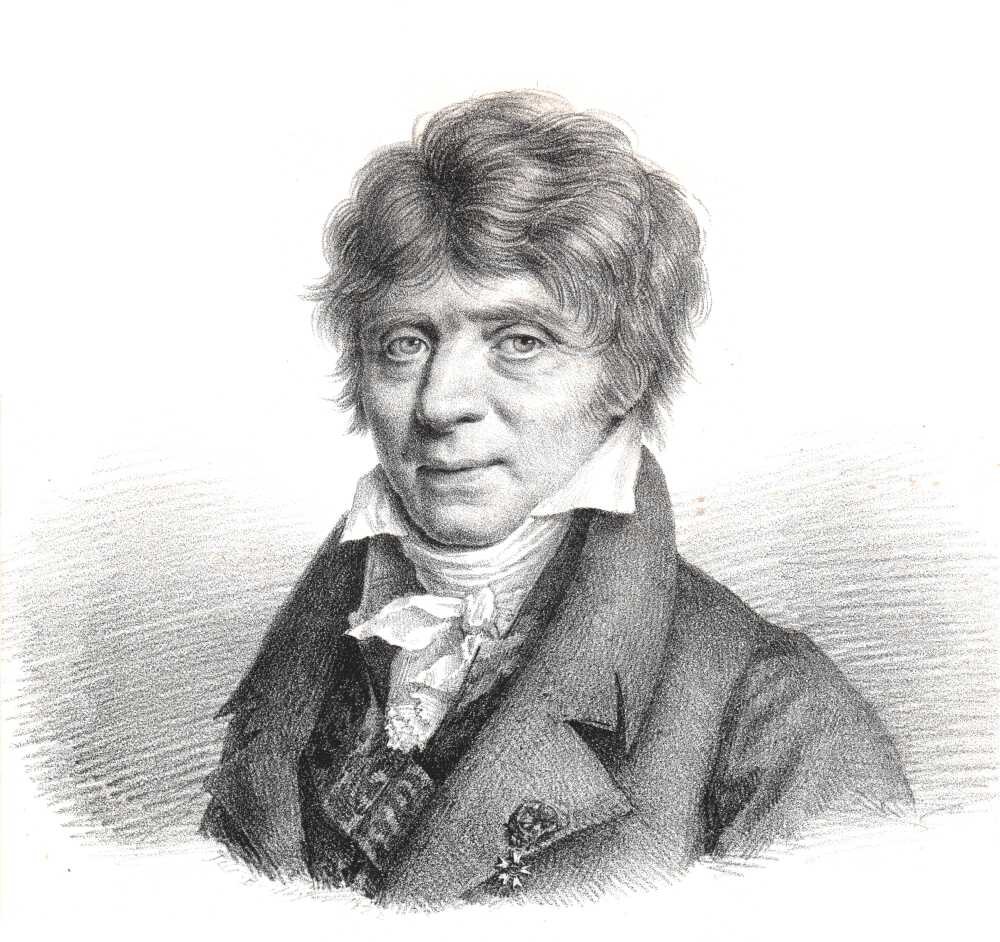
Gaspard de Prony, premier directeur de l’École des ponts et chaussées après la Révolution.

##### École des ponts et chaussées
L’École nationale des ponts et chaussées est fondée en 1747 ; son siège est situé rue Saint-Lazare, dans de petits locaux. En 1794, le Comité de salut public forme une Commission des travaux publics, dont la mission est de créer une École centrale des travaux publics, qui de facto reprendra les fonctions de l'École des ponts et chaussées. Finalement, les deux écoles subsistent, la seconde prenant le nom d'École polytechnique sous le Directoire. De son côté l'École des ponts et chaussées est définie comme « école d'ingénieur » en 1795 ; une loi du 2 juin 1796 en fixe le siège à l'hôtel du Châtelet. Jacques-Élie Lamblardie dirige les deux écoles jusqu'à sa mort, en 1797. En 1798, Gaspard de Prony lui succède et permet la création de trois classes de vingt élèves, remplaçant la classe de 36 élèves existant alors. Le rez-de-chaussée accueille différents cours : « l'étude des ports de mers, écluses et canaux de navigation (salle des Accords), des bosses et du trait (salle des Portraits), des ponts (bureau du ministre) et des machines hydrauliques (antichambre) ». L'École est profondément modifiée sous le Premier Empire : en 1804, l'Empereur militarise l'École polytechnique et transfère dans des lieux à vocation purement militaire les sièges de ces deux institutions.
Le 31 août 1794, la poudrière de Grenelle avait explosé et fait énormément de dégâts matériels dans tout le quartier, sans compter le millier de morts que l'accident avait causé. L'École des ponts et chaussées avait alors fait faire un devis par son ministère de tutelle, celui de l'Intérieur, qui évalua les travaux de rénovation (charpente, menuiserie, pavage, couverture et vitrerie) à 11 904 francs, travaux qui sont confiés à Claude Jean-Baptiste Jallier de Savault, alors que Mathurin Cherpitel essaie en vain de se les voir attribuer.

##### La Maison de l’Empereur
L’Empire puis le retour de la monarchie voient l'hôtel affecté à la Maison de l’Empereur, puis à la Maison du Roi, de 1807 à 1830. Pierre Daru dirige cette institution sous le Premier empire et loge de fait à l'hôtel du Châtelet, qui reste jusqu'en 1835 la demeure de l'Intendant général (également ministre de la Maison du Roi, ministère disparu en 1830 avec l’avènement de Louis-Philippe Ier, alors que l'Intendance demeure). Il est alors notamment habité par le duc de Cadore, le duc de Blacas d'Aulps, le comte de Montalivet ou le baron Fain.

##### Des ambassades au siège de l’archevêché

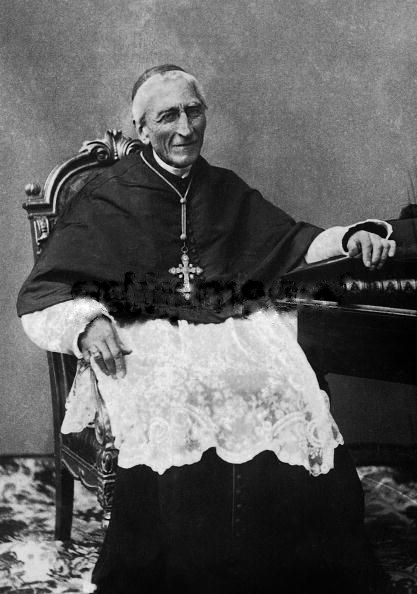
Le cardinal Richard, archevêque de Paris, dernier occupant de l’hôtel du Châtelet avant la loi de 1905.

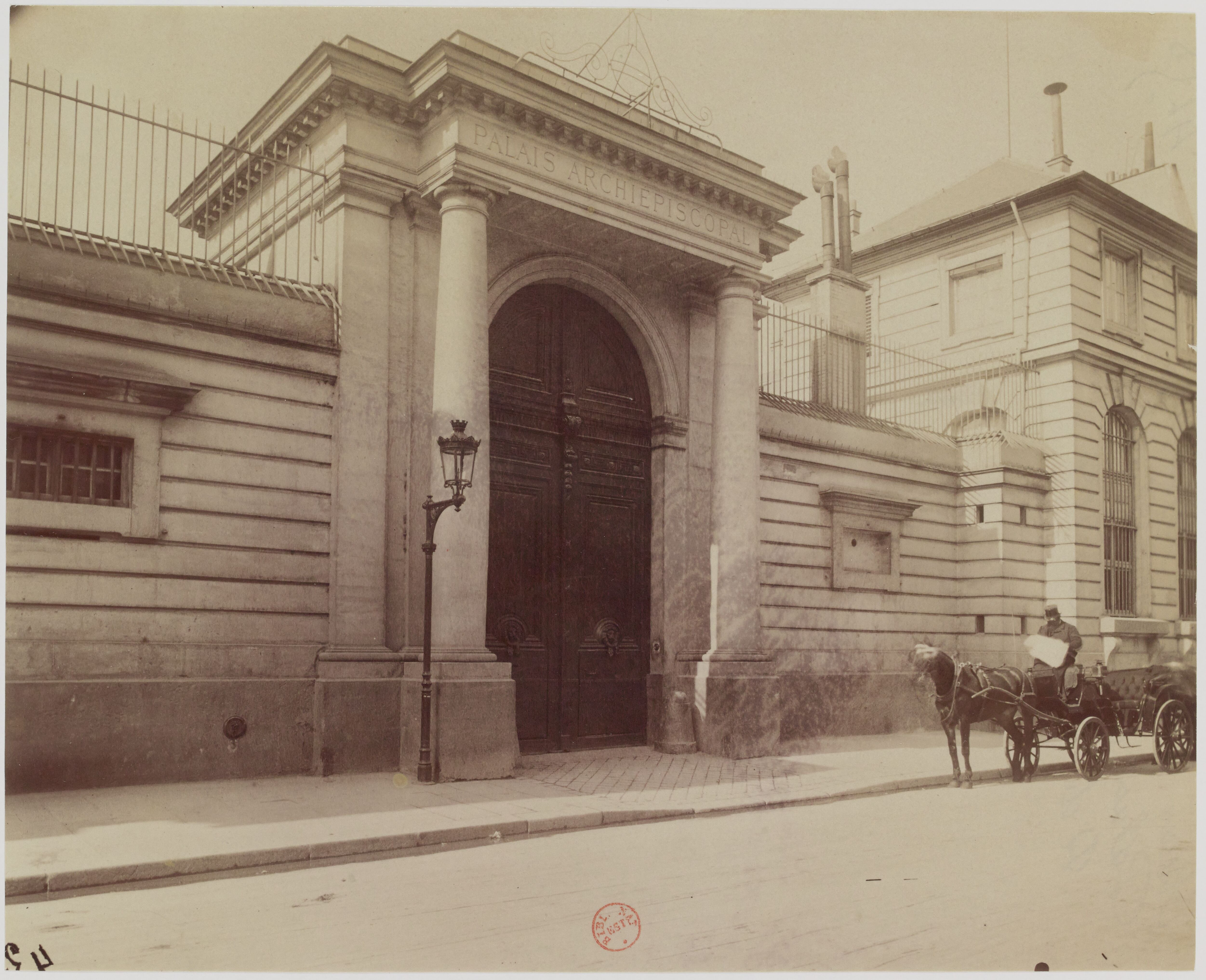
L'hôtel du Châtelet, alors palais archiépiscopal (fronton).

Il abrite ensuite l'ambassade de Turquie en France (et loge son ambassadeur, Moustapha Rechid Bey-Effendi) puis l'ambassade d'Autriche (de 1838 à 1849 ; dont les réceptions fastueuses sont qualifiées de « phénomène unique à Paris »). En 1849, sous la IIe République, le président Louis-Napoléon Bonaparte offre l’hôtel du Châtelet à l’archevêque de Paris (transformé donc en résidence archiépiscopale) dont le palais situé à côté de la cathédrale Notre-Dame a été pillé et brûlé en 1831, remplacé par l'hôtel de Chenizot lequel reste « assez vite étroit et inconfortable ». Le président, par ce geste (signé par un décret en date du 23 juin 1849), s'attire les bonnes grâces du haut clergé catholique. C'est Marie Dominique Sibour qui y loge à titre gracieux ; il célèbre le mariage du président devenu empereur et d'Eugénie, le 30 janvier 1853. Situé relativement loin de la cathédrale, l'hôtel est surnommé « l'exil ».
Une rénovation entreprise par l'État est menée avant l'arrivée de l'archevêque : elle est menée par Victor Baltard, architecte de la Ville de Paris, qui adapte les lieux à son nouvel habitant : la salle à manger devient une chapelle privée et un boudoir du second étage un oratoire privé. L'hôtel est confisqué, après la promulgation de la loi de séparation de 1905. C'est en fait un an plus tard, le 15 décembre 1906, que le commissaire de police du quartier des Champs-Élysées donne l'ordre au cardinal Richard de partir et à son secrétariat d'évacuer les lieux, chose qu'il effectue deux jours plus tard.

#### Siège du ministère du Travail

René Viviani, le premier ministre du Travail.

En 1906, le ministère du Travail et de la Prévoyance sociale est créé ; René Viviani est le premier titulaire du poste. Les bureaux du ministre sont d'abord situés dans l'ancien immeuble de la Direction des cultes, rue de Bellechasse ; un décret en date du 24 février 1907 accorde l'hôtel du Châtelet au ministère. Des travaux de restauration ont lieu en 1908, 622 460 francs ayant été alloués par un article de loi ; un état des lieux établi vers 1910 note à propos de l'hôtel « un état de délabrement effroyable ». L'architecte du gouvernement Guillaume Tronchet est chargé des travaux, lesquels durent jusqu'en 1911 et visent notamment les « rénovations des boiseries, des parquets et des ornements en pierre[. De] gros travaux de démolition et de construction sont entrepris sur l'aile Ouest afin d'y installer les services de la Mutualité. Les écuries y sont plus petites et les bureaux plus grands. L'étage d'un bâtiment accolé à la façade ouest de l'hôtel est démoli ».
L'hôtel proprement dit, avec les boiseries sculptées qu'il renferme, la porte d'entrée et les murs limitant les communs sur la cour d'honneur, fait l’objet d’un classement au titre des monuments historiques à compter du 20 décembre 1911.
Les accords de Grenelle y sont signés en 1968. Ils sont négociés les 25 et 26 mai, en pleine crise de Mai 1968, par les représentants du gouvernement Pompidou, des syndicats et des organisations patronales dans ce que l'on appelle aujourd'hui la « salle des Accords ».

##### Rénovations récentes
Dans les années 2000, plusieurs rénovations sont entreprises, confiées à Benjamin Mouton, architecte en chef des monuments historiques : il s'agit parfois de travaux de maçonnerie (notamment la courette Est, alors assez dégradée) mais surtout de modernisation et d'adaptation aux normes de sécurité en vigueur : en 2005, les caves sont transformées en salles de réunion, les huisseries d'origine sont restaurées, et l'on mène les travaux de « sécurité incendie (détecteur de fumées, extincteurs, signalétique d'évacuation), [de] sécurité électrique (mise à la terre des prises et des luminaires, câblages), [d']accessibilité des personnes à mobilité réduite (rampes d'accès en pente douce, portes élargies à ouverture automatique) [et écologiques (système d'alimentation en eau en circuit fermé pour la fontaine, stores d'occultation pour les fenêtres exposées plein sud côté parc, double vitrages isolants des salles d'apparat)] ».
Dès mai 2012, l'hôtel est fermé pendant dix-huit mois afin d'être totalement rénové, pour un budget de 3,4 millions d'euros, impliquant notamment « mise aux normes électriques, isolation des fenêtres pour limiter le budget chauffage, construction d'un ascenseur pour personnes à mobilité réduite, réfection des lourdes portes d'entrée à têtes de lion et restauration des parquets anciens. […] Dans presque toutes les pièces, parquets et plafonds sont à la fois magnifiques et vieillissants. Ils seront entièrement démontés, restaurés et replacés ». Le cabinet du ministre déménage donc au no 101 de la même rue, au sein de l'hôtel de Rothelin-Charolais, ancien siège du ministère de la Fonction publique de 2011 à 2012.

## Architecture

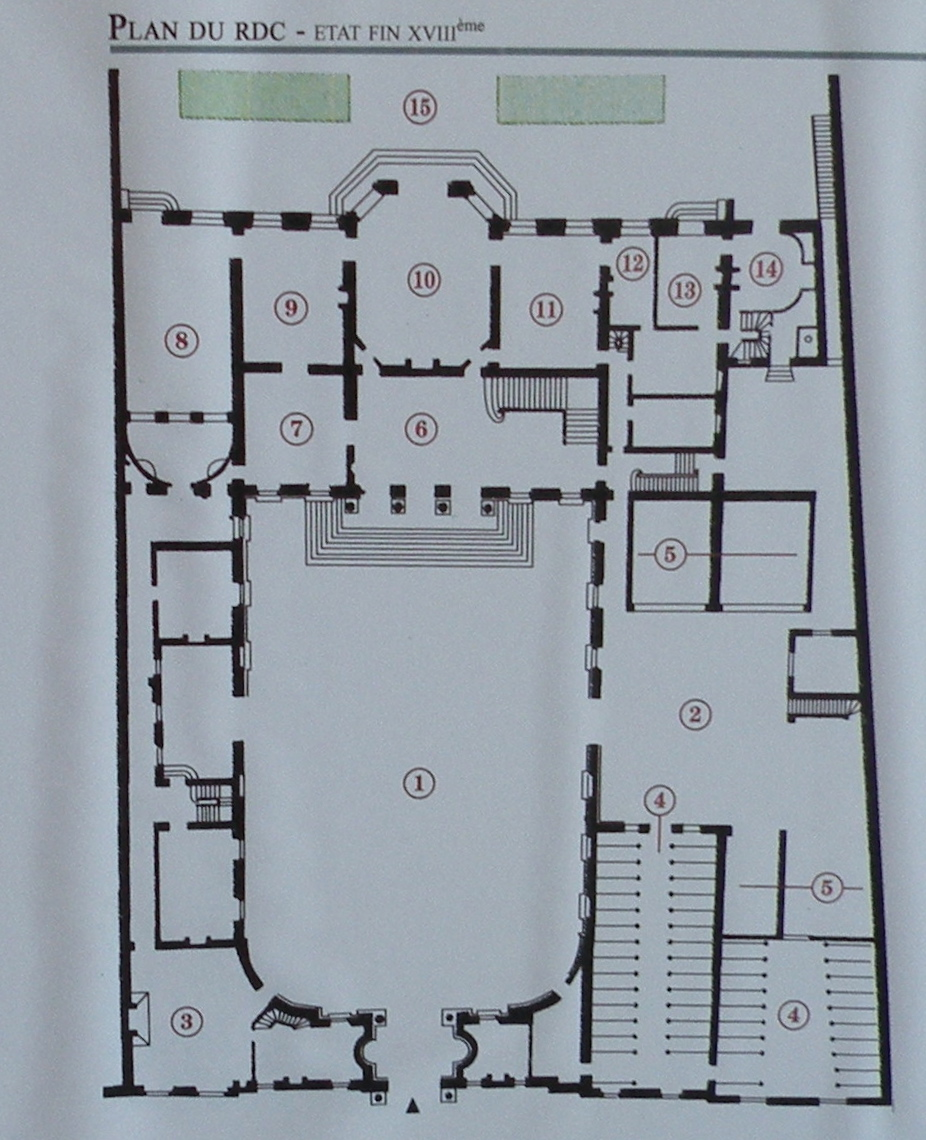
Plan du rez-de-chaussée de l'hôtel du Châtelet.

### Portail

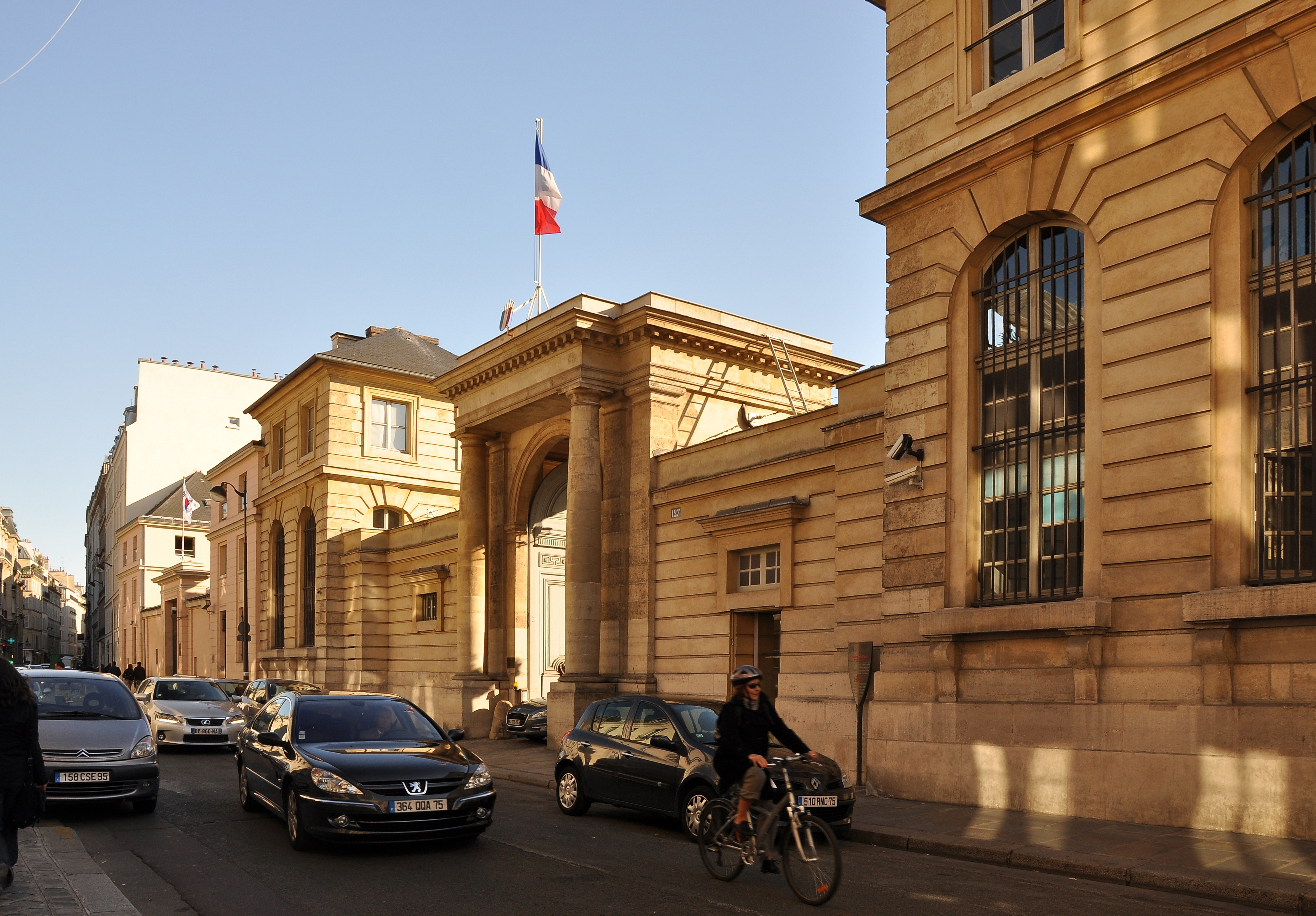
Le portail.

Le portail de l'hôtel est de style néoclassique et fait la jonction entre la rue de Grenelle et la cour d'honneur. Son état actuel correspond à une gravure de l'hôtel du XVIIIe siècle : en ce sens, il a subi peu de modifications depuis. « Flanqué de deux pilastres en arrière-corps et de deux colonnes à fût lisse, d'ordre toscan, le porche est surmonté d'un entablement avec corniche et modillon ». Les pilastres sont de style dorique, et s’ouvrent au fond d’une demi-lune. Seul le trophée militaire qui le surmontait a disparu : il s'agissait d'« un bouclier orné de lettres en cuivre doré. […] La porte cochère en chêne massif à double-battant est placée sous une archivolte plein-cintre soutenue par deux piédroits. Les panneaux sculptés sont dotés de [deux marteaux] de porte en bronze, figurant des têtes de lions. […] Sous l'imposte, une console richement sculptée est encadrée par une frise à cannelures et deux cadres à entrelacs d'influence grecque. De part et d'autre du portail, un mur s'étend jusqu'aux pavillons d'angle. Les lignes de refend dont il est décoré sont très présentes dans l'architecture de l'époque. Deux tables saillantes en pierre avec corniche y sont apposées. Celle de gauche, munie de barreaux, donnait sur le garde-manger (pièce de stockage des réserves). Celle de droite comportait un simple renfoncement ; elle est aujourd'hui placée au-dessous d'une porte secondaire ».
À l'origine, quatorze bornes de pierre étaient disposées le long de la façade. De nos jours, il n'en reste plus que deux. Outre le portail, il existe trois autres entrées : une porte vitrée située sur le côté droit du portail, qui fait de nos jours office d'accueil du ministère (la nuit, la porte vitrée est comblée au moyen d'un mur en trompe-l'œil), une porte secondaire faisant communiquer une petite cour intérieure avec le boulevard des Invalides, et enfin une petite porte au fond du jardin donnant sur ce même boulevard.

### Cour d'honneur
La cour d'honneur est accessible depuis la porte cochère ; elle donne sur la façade du corps de logis. Constitué d’un rez-de-chaussée, d’un étage et d’un attique, le bâtiment principal est précédé d’un avant-corps d’ordre colossal. Deux ailes basses destinées à abriter les cuisines, les écuries et les remises s’élèvent de part et d’autre.
Le portail de la rue est encadré par deux colonnes d'ordre toscan. La cour est pavée de grès ; des bornes, à l'origine reliées par une chaîne en fer, en font le tour jusqu'au bâtiment principal. Les deux ailes basses apparaissent de façon symétrique en arcade, avec chacune une « courette » ; elles sont surmontées chacune par une balustrade. L'aile Ouest (qui donne sur le boulevard des Invalides), qui a depuis été totalement remodelée, était surnommée la « basse-cour » et accueillait les écuries de l'hôtel, soit jusqu'à sept carrosses en même temps. L'aile Est était pourvue pour les cuisines. Un bûcher était disposé dans sa petite cour. Les ailes sont « composées d'une série d'archivoltes et de larges piédroits, entre lesquels s'insèrent des fenêtres à impostes (dont certaines sont fictives), et d'un arc permettant d'accéder aux cours latérales ».
Le porche est encadré par deux grandes niches : celle de gauche abritait à l'origine la descente de cave vers le garde-manger de l'hôtel, alors que celle de droite permettait d'accéder au logement du garde suisse (à partir de 1770, ceux-ci sont parfois employés à faire la garde des demeures des grands officiers du royaume).

### Façade de l'hôtel

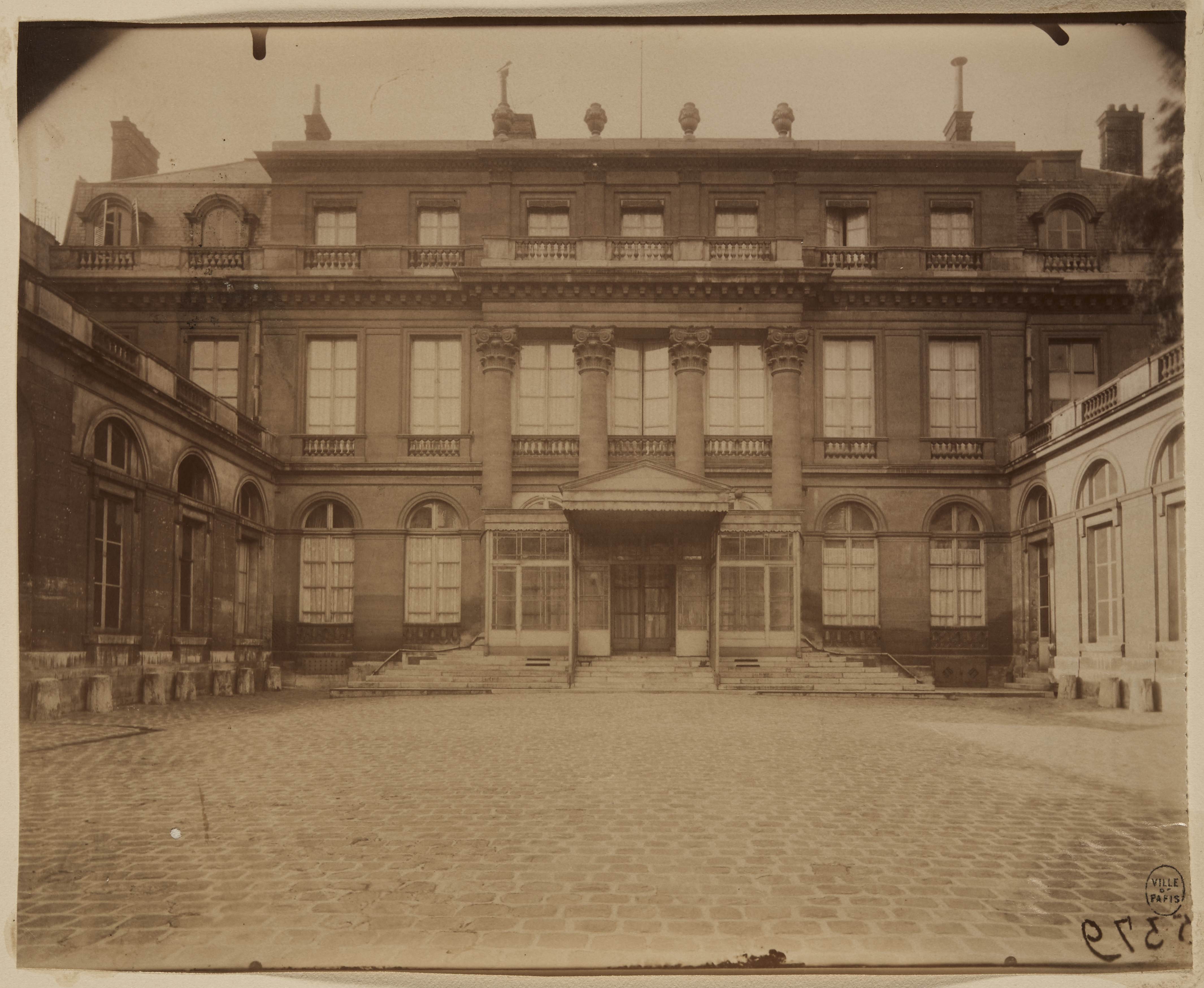
La façade, photographiée entre 1885 et 1925.

La façade néoclassique du grand corps de logis est réalisée par Claude Nicolas Ledoux. Le projet de Mathurin Cherpitel n'est pas retenu (il ne fait que reprendre celui proposé au duc d'Uzès, en 1766, pour son hôtel situé rue Montmartre, lequel sera finalement détruit en 1870) mais influence en partie Ledoux pour certains traits de cette façade. Celle-ci possède d'un avant-corps colossal, porté par deux colonnes qui « embrassent deux étages ».

« Les chapiteaux sont ici d'ordre composite [...]. Le fût lisse est propre à l'ordre toscan. Les colonnes portent un balcon avec corniche et modillons, coiffé d'une balustrade en pierre. Cet entablement est repris sur toute la longueur pour marquer superbement le deuxième étage. L'affirmation des lignes horizontales est tirée de la réalisation de Ledoux. La verticalité impulsée par les colonnes est également soulignée par les pilastres au second et les vases de l'attique. Les baies du rez-de-chaussée et les appuis de fenêtre du premier étage reprennent le style des arcades et des balustrades latérales et sont disposés en parfaite continuité avec celles-ci. Une certaine harmonie s'ajoute ainsi à la puissance de la composition. Cette recherche architecturale, propre au style néoclassique, rompt avec les excès du style baroque. »

En 1843, est mentionnée dans un état des lieux la présence d'une marquise de style étrusque peinte en vert, en haut de l’escalier d'honneur, contre la façade. Elle est retirée avant l'installation du ministère du Travail dans les années 1900.

### Ailes basses

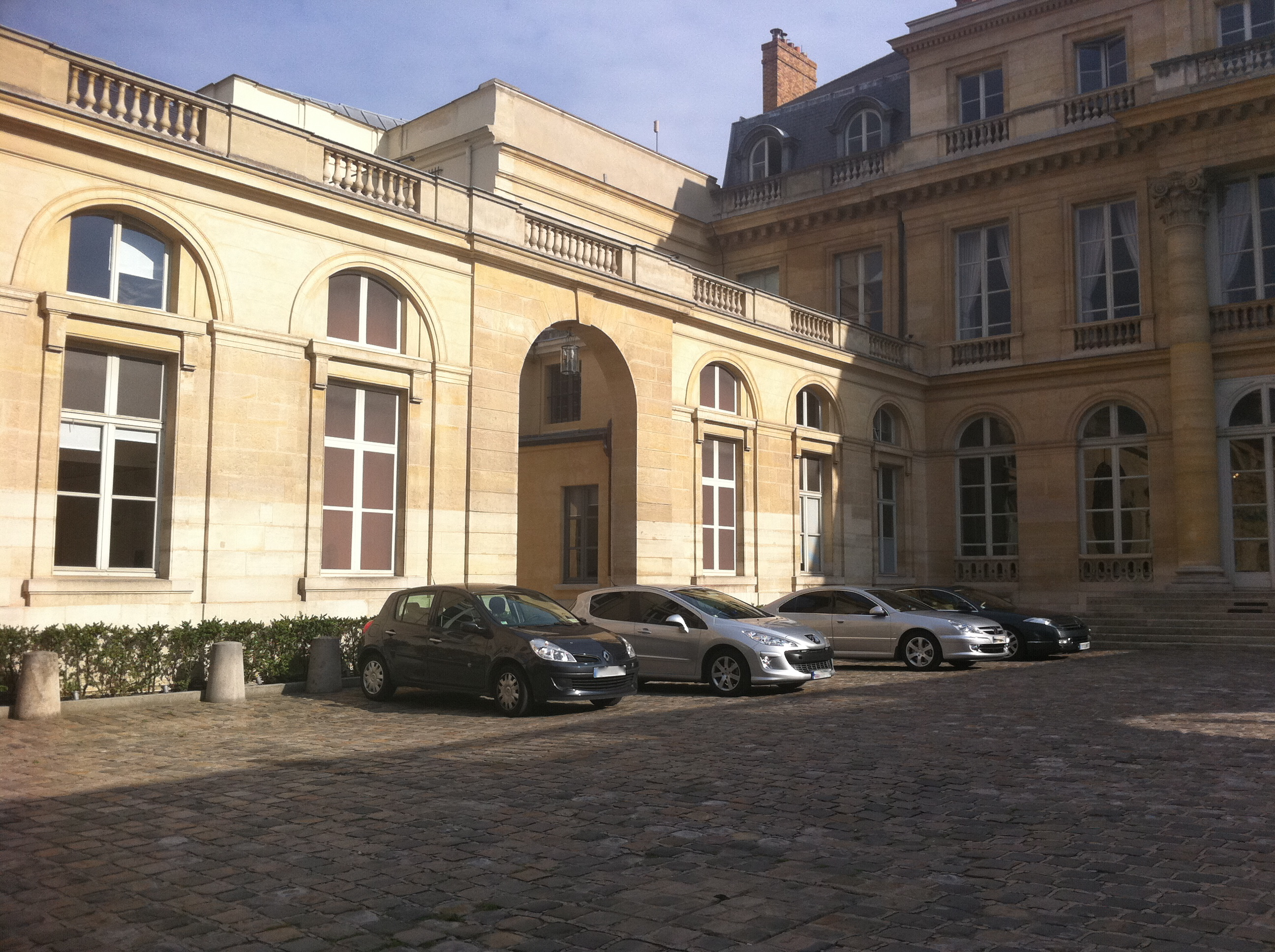
Aile Est.

#### Aile Est
L'aile Est accueille à l'origine les cuisines de l'hôtel ; elle est de ce fait proche de la salle à manger (de nos jours la « salle des Accords »). Son architecture intérieure consiste en une grande salle pavée, dont la courette centrale était appelée « petite cour des cuisines » :

« Y étaient disposés, à droite en entrant, une grande cheminée en pierre et un four maçonné ; en face : un grand fourneau potager à quinze réchauds (ancêtre de la cuisinière). Une largue ouverture à gauche donnait sur un lavoir et permettait d'accéder, par une descente de caves, à un garde-manger. Le corridor desservait également trois salles de service carrelées de terres cuites : une petite cuisine secondaire (avec évier en pierre, fourneau potager et four maçonné), un cabinet d'office et un laboratoire de pâtisserie. À mi-parcours, un puits logé dans une niche (toujours visible aujourd'hui) alimentaire un robinet grâce à une pompe. »

Les salles ont été reconverties lors de l'attribution de l'hôtel au ministère du Travail, mais malgré toutes les rénovations entreprises, la configuration des pièces est restée assez fidèle à ce qu'elle était au départ.

#### Aile Ouest
L'aile Ouest accueille à l'origine les écuries de l’hôtel : quatre remises peuvent contenir au maximum sept voitures hippomobiles en même temps, et, à droite de la courette, les écuries proprement dites logent jusqu'à 28 chevaux en même temps. Un petit pavillon situé à l'angle du boulevard des Invalides et de la rue de Grenelle héberge d'abord des « barragers », qui contrôlent le passage d'éventuelles personnes mal attentionnées, puis est loué à des particuliers lorsque l'École des Ponts et Chaussées habite l'hôtel. Il existait jusqu'au début du XXe siècle un petit passage permettant de rejoindre la « cour des bains », accessible depuis la « chambre des bains » (de nos jours, le bureau du directeur général adjoint du cabinet du ministre). Lors de la rénovation du début du siècle, en 1909, l'aile est totalement abattue puis reconstruite, détruisant le petit passage et ne laissant que deux des quatre remises.

### Vestibule et escalier

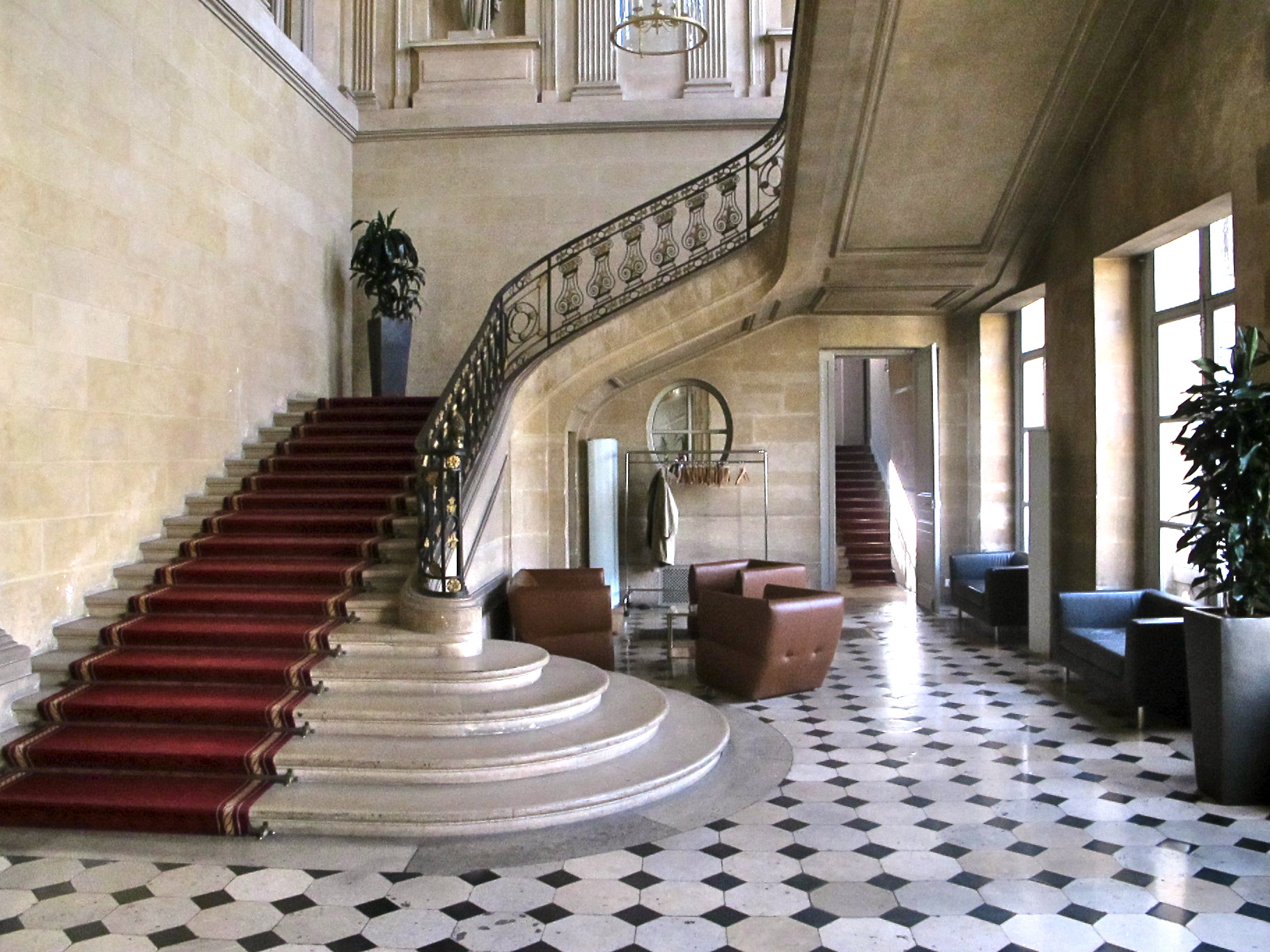
L’escalier d'honneur dans le vestibule.

Le grand vestibule est accessible depuis la cour d'honneur et la montée d'un petit escalier. Il est éclairé par les baies vitrées du rez-de-chaussée et de l'étage. Il abrite notamment le bureau de l'huissier de l'hôtel. La porte de gauche permet d'accéder à l'antichambre, puis au bureau du ministre et à la salle des Accords ; celle de droite permet d'accéder par un escalier de service aux étages et aux différentes administrations du ministère. Le vestibule est sévère et sobre en comparaison avec les salons d'apparat ; « la minéralité des ornements en pierre, des parements du grand escalier et du dallage à bouchon créé une atmosphère froide et imposante, propre aux monuments gréco-romains […]. Une corniche soutenue par des consoles à triglyphe court autour du plafond ». En bas de l'escalier figure une plaque commémorative en marbre qui honore la mémoire des employés du ministère du Travail morts pour la France pendant les deux guerres mondiales ; on y relève notamment le nom du ministre Jean-Baptiste Lebas, mort en déportation en 1944. Deux cérémonies annuelles présidées par le ministre en exercice ont lieu chaque année, le 8 mai et le 11 novembre, en présence de membres de l’Association de la mémoire des anciens combattants et victimes de guerres des Affaires sociales (AMAC).
L'escalier de style néoclassique est typique du XVIIIe siècle. Il comporte une rampe en fer forgé de style Louis XVI (néanmoins avec des formes marquant un « revival » du style Louis XIV, comme c'était alors la mode), avec des ornements de bronze doré (il est composé de balustres à volutes), dont le pilier de départ est surmonté par une pomme de pin ouvragée (symbole de fécondité) et repose sur « un empilement concentrique de quatre marches ». Le mur principal de la cage d'escalier est parcouru de frises, pilastres et bas-reliefs de style ionique censés imiter la pierre. Dans deux niches sont disposées des statues des divinités gréco-romaines d'Aphrodite et d'Apollon (reconnaissables grâce à leur apparence agréable et juvénile et grâce à leurs attributs respectifs : la pomme de discorde et la flûte).

### Salle d'attente ou «salle des portraits»
Cette antichambre accueille les visiteurs avant leur rendez-vous avec le ministre ; en 1968, les « pères » des accords de Grenelle y ont par exemple patienté avant d'entamer leurs négociations. C'est également dans cette pièce que sont accrochés tous les portraits des titulaires du poste depuis la création du ministère, en 1906. Il s'agit d'une salle blanche, dont les murs sont couverts de photographies encadrées. Il existe un espace vide, qui rappelle les ministres du Travail ayant participé au Régime de Vichy entre 1940 et 1944 (René Belin, Hubert Lagardelle, Jean Bichelonne et Marcel Déat) et de ce fait, ont collaboré avec l'occupant allemand. On compte seulement cinq femmes qui ont exercé ce poste : Martine Aubry (1991-1993 ; 1997-2000), Élisabeth Guigou (2000-2002), Myriam El Khomri (2015-2016), Muriel Pénicaud (2017-2020) et Élisabeth Borne (2020-2022).

« Des lambris de hauteur entourent la salle et soutiennent un entablement à frises de feuilles d'acanthe et d'oves. Le sol, carrelé de grands carreaux de pierre de liais (calcaire dur à grains fins qu'on extrayait à Paris) et de marbre noir, a été maintenu dans un état conforme à l'original. Les dessus-de-porte, décoré d'une frise à feuilles de laurier et d'une corniche portée par deux consoles sculptées, sont munis de bas reliefs en plâtre. Sur une arabesque de feuille, on trouve un mascaron, ornement emblématique de cette pièce. Cette figure d'origine mythologique, à la bouche grimaçante et aux oreilles pointues, est utilisée depuis l'Antiquité et repris largement depuis la Renaissance, notamment en clef de voûte aux baies des porches et fenêtres. Elle prend ici la forme d'un satyre dont la pilosité se confond avec le feuillage. Dans un des angles au fond à droite, se trouvait au XVIIIe un poêle en faïence couronné d'une tablette de marbre. »

### Bureau du ministre

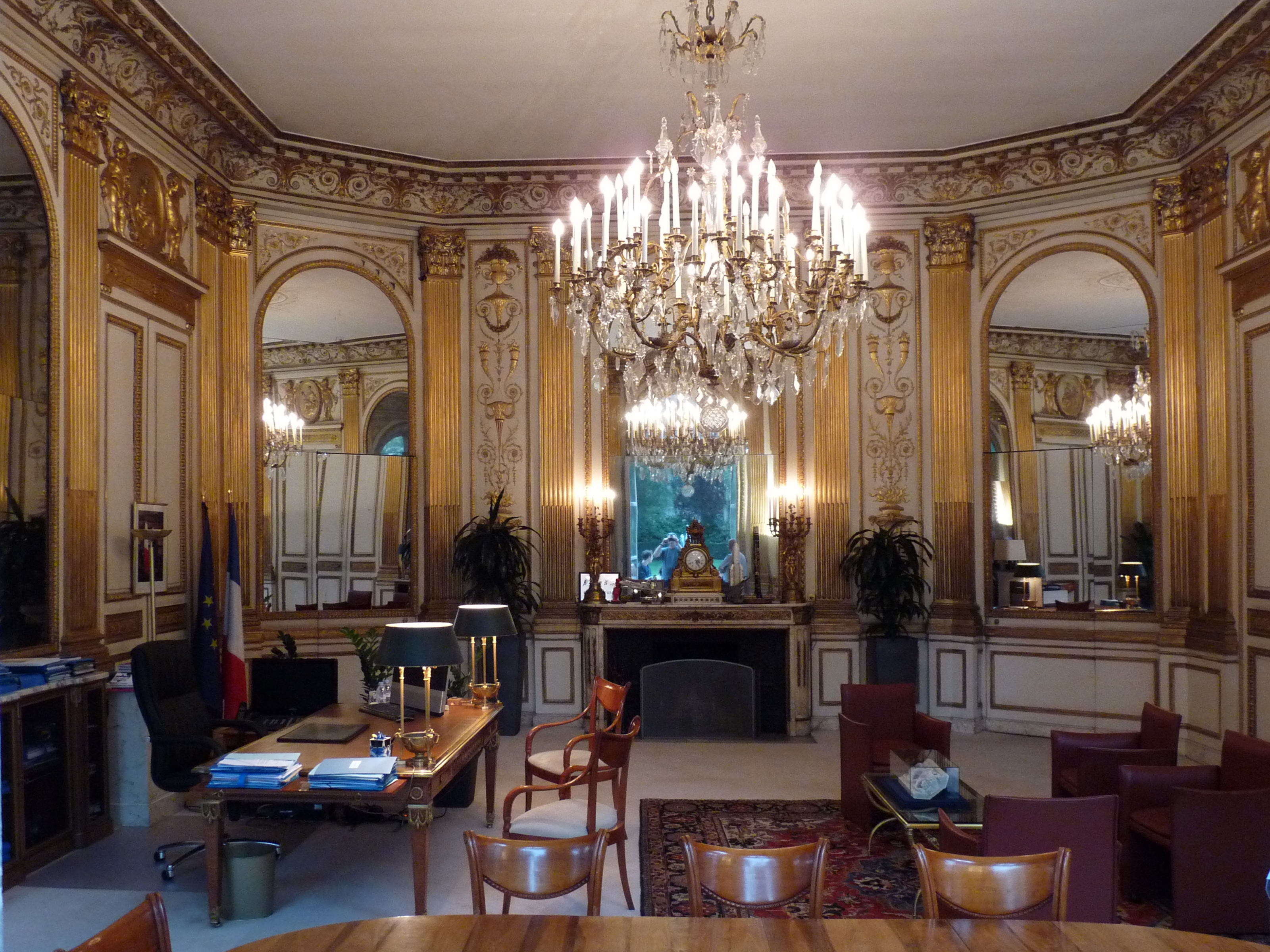
Le bureau du ministre.

C'est dans le « grand salon » que se trouve le bureau du ministre. À l'origine, il s'agissait d'une pièce d'apparat où le duc et la duchesse du Châtelet organisaient des réceptions mondaines pour leur fille, notamment des banquets, des bals, ou encore des concerts de musique de chambre. Elle est considérée comme très moderne pour l'époque, de par la recherche accrue de luminosité qui a été faite, ainsi que de l'utilisation de « parquets de glaces » (assemblage de bois à petits panneaux, à bâtis d'encadrement et bâti intérieur, sur lequel on pose les glaces). La pièce servait également, en ces temps d'effervescence intellectuelle (les Lumières), de salon littéraire. Elle gagne en austérité au milieu du XIXe siècle, lorsque l'archevêque de Paris la transforme en son cabinet de travail. Quand l'hôtel devient le siège d'un ministère, le siècle suivant, la pièce demeure un bureau, mais désormais celui du ministre. De façon occasionnelle, celui-ci y donne des conférences de presse et des interviews.
Le grand salon est une pièce de forme octogonale, dont les trois baies vitrées donnent sur le jardin, plein Sud : les cinq parquets de glaces renforcent le caractère lumineux de la pièce. Il convient de noter que trois des huit pans de mur font partie de l’avant-corps de la façade du jardin. La décoration est de style Louis XVI, soulignée par les vingt pilastres corinthiens et de nombreuses dorures. Il s'agit de « la plus somptueuse pièce de l'hôtel ». « Tous les ornements sont dorés à l'or mat vieilli sur un fond réchampi en blanc ». En haut des pilastres, une frise murale fait le tour de la pièce : elle décrit « un continuum de rinceaux, de palmettes et de rosettes relativement dense, duquel se détache un feuillage plus aérien. Au-dessus, une corniche avec consoles et rosaces disposées en alternance fait le jonction avec le plafond ». La pièce compte quatre portes, dont deux sont fictives, mais qui sont toutes conçues sur la base de « panneaux en bois habillés d'une encadrement à motifs d'oves »,.

### «Salle des Accords»
Autrefois nommée « salon du XVIIIe », en hommage à son décor conservé, cette salle porte désormais le nom des accords de Grenelle qui sont signés dans ce salon, le 27 mai 1968. À l'origine, la partie semi-circulaire de la pièce était le lieu où était déposé le « buffet », une petite pièce cachée aux yeux des invités et réservée au personnel, séparée de la salle à proprement dite par quatre colonnes situées côte à côte (deux de nos jours sont restées), dont les deux centrales abritaient un poêle en brique, casé dans une niche. Au XIXe siècle, la salle devient la chapelle privée de l'archevêque. En 1908, elle est complètement rénovée (le sol est parqueté, la cloison de la niche et le poêle sont enlevés) et la pièce perd sa fonction religieuse. Elle est alors appelée la « salle des Commissions ». Depuis 1968, la salle des Accords n’est désormais utilisée qu'exceptionnellement, lors des grandes réunions avec les partenaires sociaux ; le ministre et ses conseillers privilégient en effet des salles bien moins grandes, mais plus modernes et pratiques.

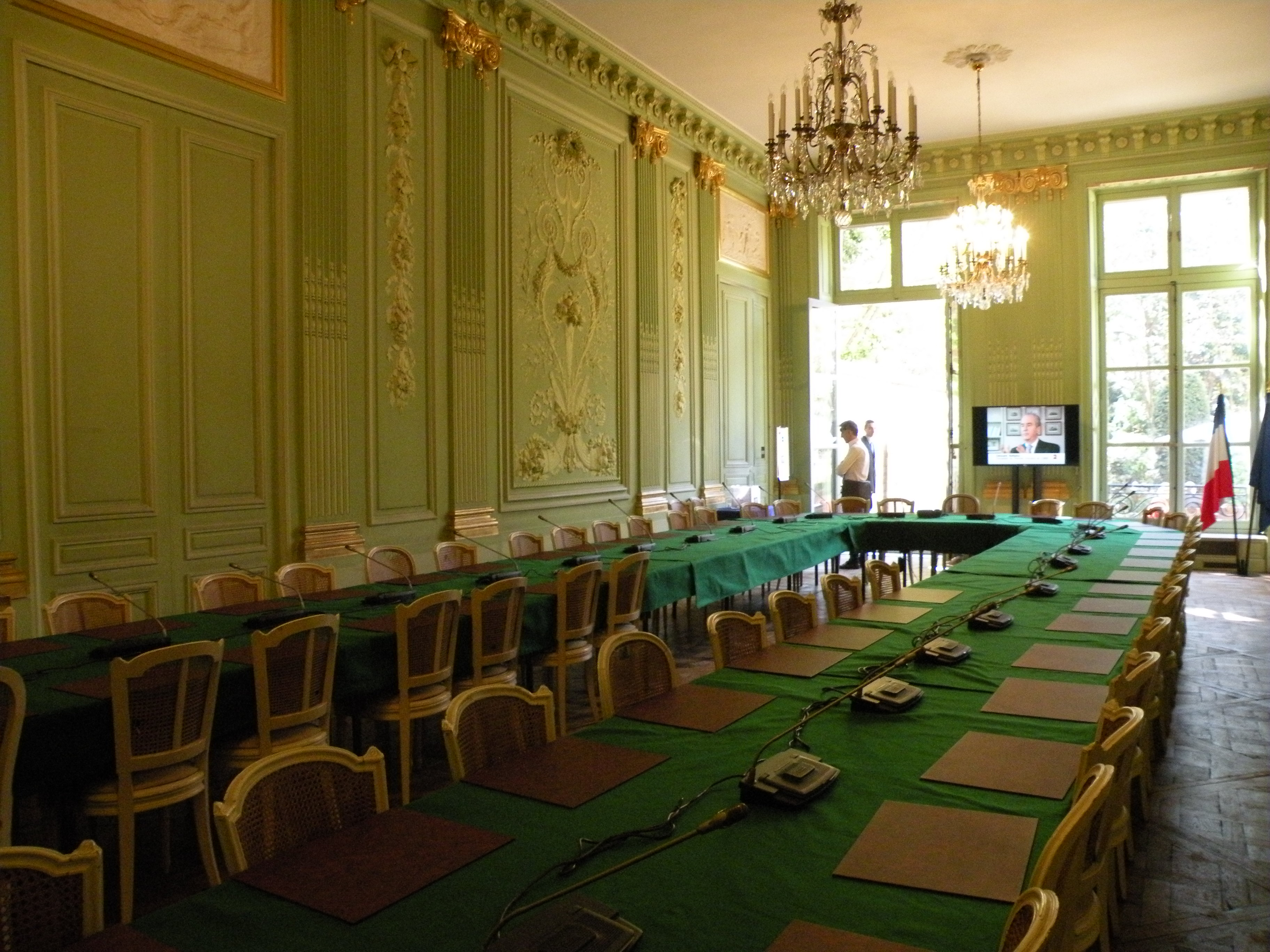
La « salle des Accords ».

Il s'agit d'une grande pièce accessible depuis l'antichambre et qui ouvre sur les jardins. De couleur vert d'eau, elle comporte « les ornementations d'époque, en bois sculptés, [qui] évoquent des thèmes antiques largement repris par le style néo-classique du XVIIIe siècle : la nature, l'amour, la fécondité, l’éternité ». Les dessus de porte comportent des bas-reliefs figurant des chérubins et le thème des quatre-saisons. Les boiseries sont de style Louis XVI et pourraient avoir été réalisées par Gilles-Paul Cauvet. On compte huit panneaux muraux séparés par des pilastres de style ionique, aux chapiteaux en plâtres dorés, avec des « chutes de culots de graine, rosettes, oves », reliés au plafond par une frise ionique composée d'une alternance de consoles et de rosaces en plâtre :
- deux grands panneaux au centre de la salle, sur lesquels sont représentés « de[s] cornes d'abondance, de[s] guirlandes et de[s] couronnes de fruits ou de fleur. Rubans, draperies et rinceaux, desquels se détachent des entrelacs de feuilles d'olivier, s'élèvent avec élégance en décrivant une arabesque particulièrement raffinée » ;
- six petits panneaux où figurent des chutes de fruits.

Deux « fontaines d'applique en marbre blanc veiné et en plomb doré » ornent la pièce. Elles servaient à l'origine au service de la salle à manger : deux robinets étaient fixés dans la tête du serpent doré, mais ont été retirés pendant le XIXe siècle. Ils sont typiques du XVIIIe siècle, de par la présence d'éléments aquatiques (dauphin, serpent, etc.) et floraux (laurier, graine, etc.).

### Premier étage

#### Les antichambres
L'escalier aboutit au premier étage sur un palier où sont disposés des fauteuils et où, sur le mur, est posée « un bras d'applique Louis XVI à trois branches ». Le palier permet d'accéder à une porte en double-vantaux, qui s'ouvre sur deux antichambres adjacentes donnant chacune sur la cour d'honneur, et dont les sols sont des parquets en point de Hongrie. À l'origine, la première permettait d'accéder à une garde-robe et la seconde était aménagée en salle de billard au début du siècle dernier. La décoration est discrète, réduite à « des frises à rinceaux, des feuilles d'eau au plafond et à des médaillons en dessus-de-porte » encadrés de motifs de fleur, de draperie et de Muses style Louis XVI. Les rénovations successivement ont fait disparaître le carrelage de la première salle, et le poêle en faïence qui était placé dans une niche de la seconde.

#### Les salons
Toujours en enfilade après les deux premières antichambres se suivent le « salon jaune » puis sur deux salons d'apparat de style Louis XVI : à la droite le « grand salon » (voué à la réception d'hôtes et à l'origine une chambre à coucher de forme octogonale) et à gauche la salle à manger du ministre (une bibliothèque, à l'origine). Ces deux pièces sont richement décorées : « les dorures, les cristaux, les parquets de glaces et les bronzes », alors qu'« une frise à rinceaux et palmettes court autour du plafond ». Un ensemble de portes dérobées, de couloirs et de boudoirs agencé de manière élaborée pour l'époque permettait aux propriétaires d'origine de circuler avec plus d'aise et de discrétion dans leurs appartements. Depuis le début du XXe siècle, elles permettent au ministre de recevoir ses invités officiels.
Les salons comptent des lustres en cristal de Bohême et des appliques en bronze doré, tous deux de style Louis XVI ; ils ont sans doute été acquis par l'hôtel en 1909, alors qu'un budget de 45 000 francs fut alloué pour pourvoir à l'« achat de cristaux, de porcelaine et d'argenterie ». Le salon jaune est parcouru par quatre panneaux sculptés, d'époque, qui rappellent en partie ceux de la salle des Accords : « une arabesque de rinceaux, desquels émergent des branches d'olivier et de lierre, s'élève autour d'un vase et d'une corne d’abondance, débordante de fruits. […] Deux serpents forment les volutes des anses ». Les dessus-de-porte présentent des bas-reliefs en plâtre, dorés au vieil or, caractérisés par le style Louis XVI du cadre rentrant avec ses quatre rosaces : un vase antique central ou des paniers garnis plein de fleurs, puis des rameaux d'olivier et des lauriers sur les côtés.

#### Les appartements privés du ministre
Ces appartement privés (accessibles depuis le « grand salon ») sont moins ornementés que les autres pièces et possèdent un mobilier plus moderne. On relève notamment les lambris et frises sur les murs, les appliques en bronze et la cheminée en marbre. Parmi les pièces, il y a le salon personnel du ministre (que Mathurin Cherpitel souhaitait à l'origine cloisonner en deux « cabinets à poudre » distincts, offrant chacun l'accès à une chambre à coucher, la salle à manger du ministre étant une ancienne chambre). Il reste une chambre, réservée au ministre, éclairée par deux baies sur le jardin et deux autres sur une terrasse située du côté Ouest ; un escalier privé permet de rejoindre à la fois l'étage du dessus et le rez-de-chaussée. Les rénovations successives ont fait disparaître la chambre des bains du rez-de-chaussée, située juste sous la chambre, ainsi que des boudoirs, dont l'un était décoré de laques.

### Mobilier

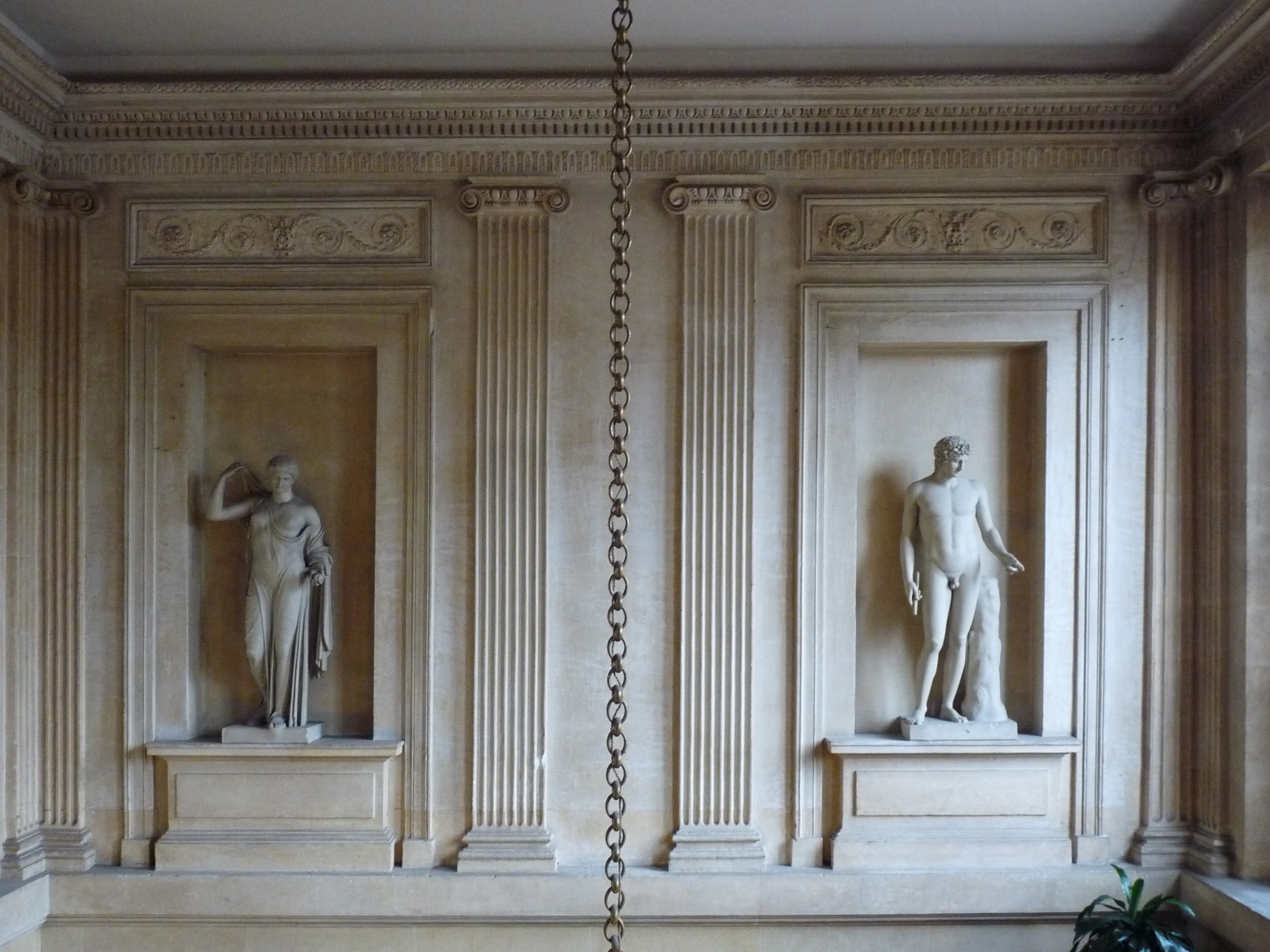
Les statues d’Aphrodite (à gauche) et d’Apollon (à droite), dans le vestibule.

À la Révolution, les lieux sont saisis, mais c'est dans les successions ultérieures de la famille du Châtelet que le mobilier disparaît. On a cependant gardé la trace de meubles de laque rouge (quatre armoires, un bureau cylindre, un cartonnier et une commode retrouvée en 1987) qui sont présentés au château de Compiègne et des panneaux muraux assortis (d'origine et à motifs extrême-orientaux, en vogue au XVIIIe siècle) qui eux se trouvent au musée des Arts décoratifs. L'ensemble, appelé « cabinet de laque » avaient été acquis par Émilie du Châtelet, transmis à son fils et installé dans un boudoir situé dans le premier entresol (qui est aujourd'hui le secrétariat du cabinet du ministre), jusqu'à ce que les meubles soient rachetés en 1862 par l'impératrice Eugénie, ce qui explique leur présence au château impérial.
Les meubles qui aujourd'hui ornent le ministère sont prêtés, comme c'est le cas pour toutes les institutions, par le Mobilier national, héritier du Garde-Meuble de la Couronne et de la Maison de l'Empereur. Le comte Daru, qui dirigea le premier cette dernière institution, pourvut l'hôtel de belles pièces. On note la présence de meubles Louis XVI pour la plupart (notamment le bureau plat du ministre), ainsi que d'autres de styles Louis XV, Empire ainsi que de style contemporain,. Des objets décoratifs précieux ornent les salons d'apparat du rez-de-chaussée et du premier étage : pendules en bronze doré, vase à pot-pourri en porcelaine de Sèvre du XVIIIe siècle, vases japonais du XVIIIe siècle ou encore candélabres en bronze doré et en bronze argenté du milieu du XIXe siècle.

### Jardin

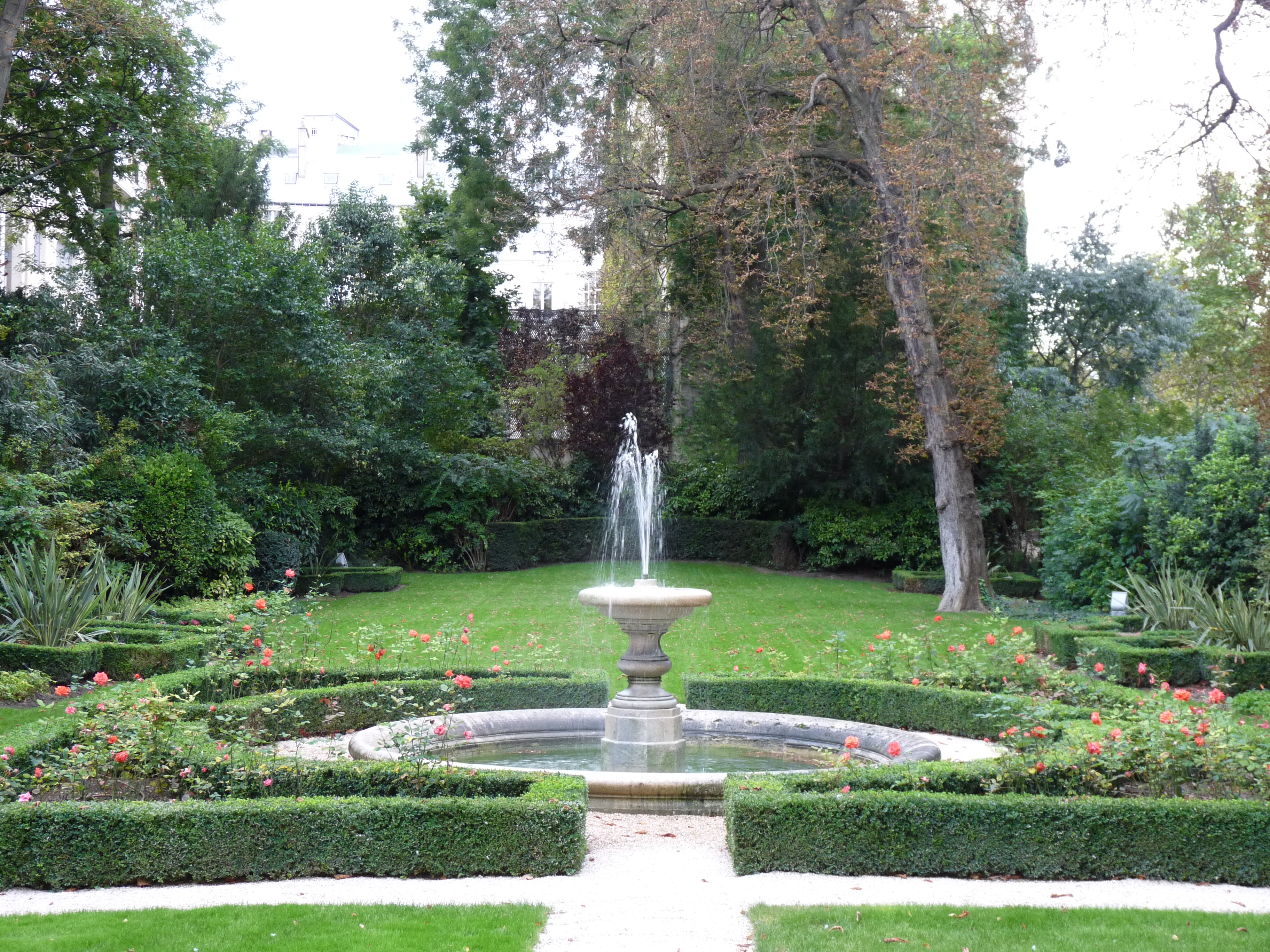
Le jardin.

Situé le long du boulevard des Invalides, le jardin permet d’admirer la façade arrière de l'hôtel de style Régence, moins solennelle que celle de la cour d’honneur. Son centre est occupé par le grand salon octogonal qui forme un avant-corps à pans coupés. Elle est rythmée de grandes fenêtres, au rez-de chaussée et à l’étage, puis couronné d’une balustrade. C'est Mathurin Cherpitel qui a eu la charge de cette façade arrière : il se contente de reprendre les plans proposés en vain en 1765 pour l'hôtel d'Harcourt.
Le jardin, dessiné par Mathurin Cherpitel est à la française, bien que la mode anglaise commence à faire son apparition sous le règne de Louis XVI. Il faut alors emprunter deux escaliers pour y accéder : le premier permet de descendre du grand salon (actuel bureau du ministre) à une grande terrasse qui sert à recevoir ; le second sert à rejoindre le jardin, situé en contrebas. « Gazons finement ciselés, plates-bandes géométriques et plantations d'arbres rectilignes s'étendent en parfaite symétrie de part et d'autre d'une allée centrale. Celle-ci débouche sur un bosquet, également surélevé, formé de plusieurs îlots ». Après la Révolution, sous l'École des Ponts et Chaussées, seuls les arbres rares sont conservés alors qu'on plante un potager et qu'on supprime la terrasse par un nivellement entre le jardin et le bâtiment. En 1808, le jardin perd une partie de sa superficie au profit d'une vente à son voisin du 125 rue de Grenelle ; il faut désormais forer un nouveau puits pour les jeux d'eaux. Les rénovations de 1908 créent un jardin avec des « lignes plus arrondies, avec des arbres épars, une fontaine avec bassin en pierre et une promenade en périphérie ».

## Films tournés dans l’hôtel

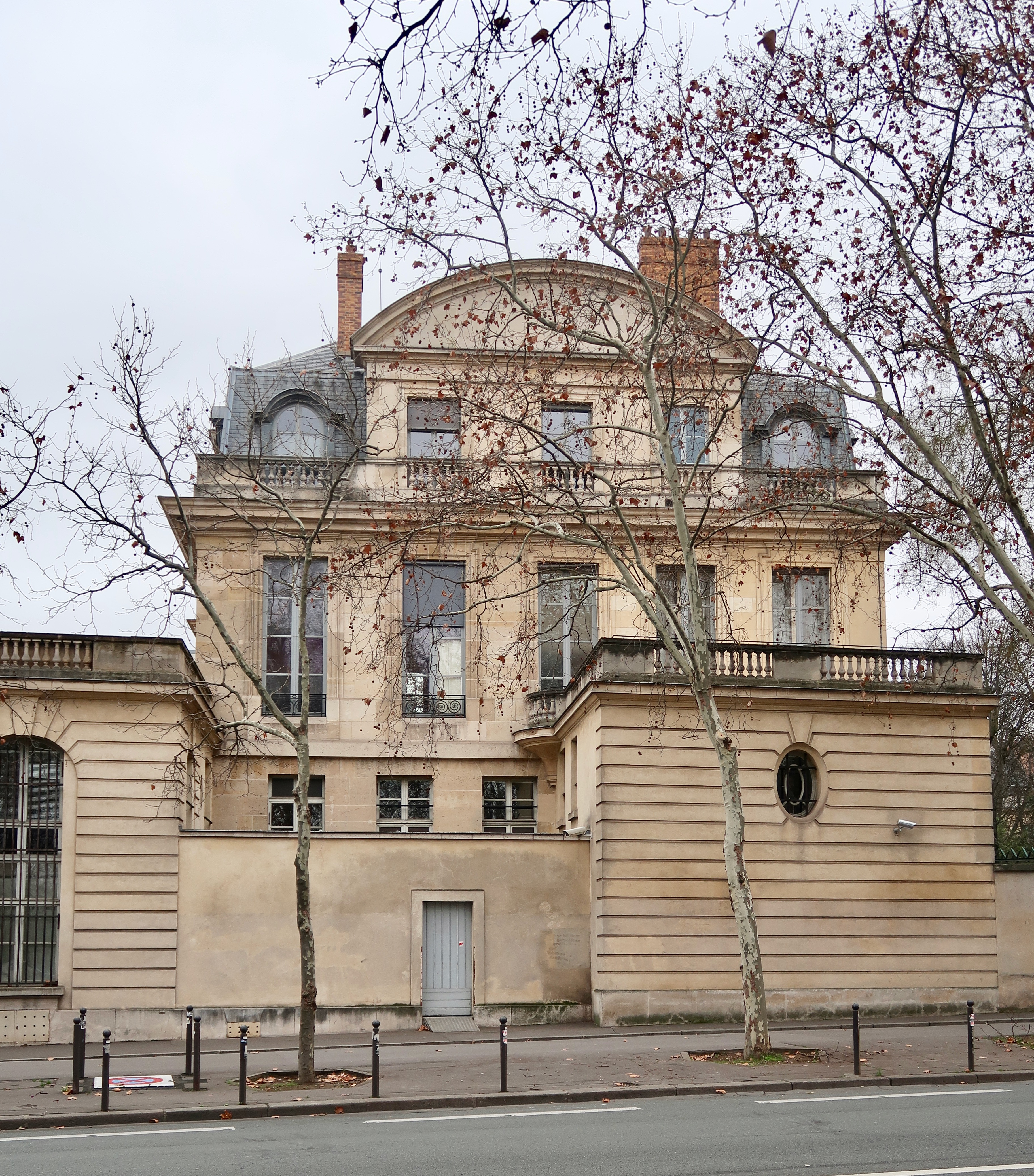
Façade latérale, boulevard des Invalides.

### Cinéma
- 1961 : Le Président, film de Henri Verneuil[41] (pour figurer l’hôtel Matignon, résidence du président du Conseil des ministres)
- 1966 : Qui êtes-vous, Polly Maggoo ?, film de William Klein.
- 2012 : Les Saveurs du palais de Christian Vincent[42] (pour figurer le palais de l'Élysée, résidence du président de la République)

### Télévision
- 2011 : Les Hommes de l'ombre de Frédéric Tellier (pour figurer l’hôtel Matignon)[43]
- 2011 : Yann Piat, chronique d'un assassinat d'Antoine de Caunes[42]
- 2016 : Baron noir d'Eric Benzekri et Jean-Baptiste Delafon[44] (pour figurer le palais de l'Élysée, résidence du président de la République)
- 2018 : Parfum Scandal, publicité de Jean-Paul Gaultier (pour figurer le palais de l'Élysée)